# Международные силы содействия безопасности
Международные силы содействия безопасности (англ. International Security Assistance Force; ISAF) — возглавляемый НАТО международный войсковой контингент, действовавший на территории Исламской Республики Афганистан с 2001 года по 2014 год.

## История
ISAF были созданы в соответствии с резолюцией № 1386 Совета Безопасности ООН от 20 декабря 2001 года. Их присутствие в стране после свержения режима талибов было необходимо для 
оказания помощи афганскому Временному органу в обеспечении безопасности в Кабуле и прилегающих к нему районах, с тем чтобы афганский Временный орган, а также персонал Организации Объединенных Наций могли действовать в условиях безопасности.
С августа 2003 года командование ISAF осуществляется блоком НАТО. В конце 2014 года на смену силам международной вооружённой коалиции пришла небоевая операция альянса «Решительная поддержка». Всё бремя войны легло на плечи афганской армии.

## Командующие
|     | флаг                      | Имя                                             | начало полномочий | завершение службы |
| --- | ------------------------- | ----------------------------------------------- | ----------------- | ----------------- |
| 1.  | Великобритания            | генерал-лейтенант Джон Макколл                  | 10 января 2002    | 20 июня 2002      |
| 2.  | Турция                    | генерал-лейтенант Хильми Акин Зорлу             | 20 июня 2002      | 10 февраля 2003   |
| 3.  | Германия                  | генерал-лейтенант Норберт ван Хойст             | 10 февраля 2003   | 11 августа 2003   |
| 4.  | Германия                  | генерал-лейтенант Гёц Глимерот                  | 11 августа 2003   | 9 февраля 2004    |
| 5.  | Канада                    | генерал-лейтенант Рик Хилье                     | 9 февраля 2004    | 9 августа 2004    |
| 6.  | Франция                   | генерал-лейтенант Жан-Луи Пи                    | 9 августа 2004    | 13 февраля 2005   |
| 7.  | Турция                    | генерал-лейтенант Этэм Эрдагы                   | 13 февраля 2005   | 5 августа 2005    |
| 8.  | Италия                    | генерал армии Мауро дель Веккьо                 | 5 августа 2005    | 4 мая 2006        |
| 9.  | Великобритания            | генерал армии Дэвид Ричардс                     | 4 мая 2006        | 4 февраля 2007    |
| 10. | Соединённые Штаты Америки | генерал армии Дэн МакНилл                       | 4 февраля 2007    | 3 июня 2008       |
| 11. | Соединённые Штаты Америки | генерал армии Дэвид МакКирнан                   | 3 июня 2008       | 15 июня 2009      |
| 12. | Соединённые Штаты Америки | генерал армии Стэнли МакКристал                 | 15 июня 2009      | 23 июня 2010      |
| 13. | Соединённые Штаты Америки | генерал армии Дэвид Петреус                     | 4 июля 2010       | 18 июля 2011      |
| 14. | Соединённые Штаты Америки | комендант корпуса морской пехоты Джон Аллен     | 18 июля 2011      | 10 февраля 2013   |
| 15. | Соединённые Штаты Америки | комендант корпуса морской пехоты Джозеф Данфорд | 10 февраля 2013   | 26 августа 2014   |
| 16. | Соединённые Штаты Америки | генерал армии Джон Кэмпбелл                     | 26 августа 2014   | 2 марта 2016      |

## Структура и численность
Первоначально зона ответственности ISAF охватывала только столицу Афганистана Кабул.
В октябре 2003 года Совет Безопасности ООН принял решение о расширении миссии за пределы Кабула. Расширение проходило постепенно и было завершено в октябре 2006 года, когда ISAF приняли на себя ответственность за обеспечение безопасности на всей территории страны. Целью увеличения контингента в Афганистане было сдержать активность боевиков движения «Талибан», дав афганцам время взять в свои руки контроль над страной.
На 6 июня 2011 года максимальная численность ISAF составляла 132 457 военнослужащих (в том числе 90 000 американских), в миссии принимали участие 48 стран.
Однако планы по сокращению своей роли в боевых операциях на территории Афганистана зародились сразу у нескольких ключевых участников «Международных сил содействия безопасности». В итоге 21 сентября 2012 года дополнительный контингент НАТО в лице 33 тысяч военнослужащих США, пробывший в Афганистане 3 года, покинул страну.
К 1 января 2015 года миссия «Несокрушимая свобода» была завершена, в связи с чем контингент коалиционных войск был значительно сокращён. В частности, американская группировка по состоянию на лето 2015 года составляла около 11 тыс. военнослужащих, задействованных в новой небоевой миссии «Решительная поддержка», основные задачи которой связаны с помощью афганским силам охраны правопорядка в сфере обучения и инструктирования новобранцев.
ISAF состояли из 5 региональных командований, каждому из которых подчинялись несколько провинциальных групп реконструкции (Provincial Reconstruction Team, PRT). В состав каждой такой группы входили как военные подразделения, так и полицейские (советники афганской полиции) плюс гражданский персонал различных правительственных агентств стран-участниц.
- Столичное региональное командование
  - Штаб ISAF, Кабул (смешанный)
  - Штаб Столичного командования, Кабул (Франция)
  - Администрация Кабульского международного аэропорта (Венгрия)
- Региональное командование «Север»
  - Штаб Северного командования, Мазари-Шариф (Германия)
  - Передовая база поддержки Мазари-Шариф (Германия)
  - PRT Мазари-Шариф, пров. Балх (Швеция)
  - PRT Файзабад, пров. Бадахшан (Германия)
  - PRT Кундуз, пров. Кундуз (Германия)
  - PRT Пули-Хумри, пров. Баглан (Венгрия)
  - PRT Меймене, пров. Фарьяб (Норвегия)
- Региональное командование «Запад»
  - Штаб Западного командования, Герат (Италия)
  - Передовая база поддержки Герат (Испания)
  - PRT Герат, пров. Герат (Италия)
  - PRT Фарах, пров. Фарах (США)
  - PRT Калаи-Нау, пров. Бадгис (Испания)
  - PRT Чагчаран, пров. Гор (Литва/Украина)
- Региональное командование «Юг»
  - Штаб Южного командования, Кандагар (ротация Канада/Нидерланды/Великобритания)
  - Передовая база поддержки Кандагар (многонациональная)
  - PRT Кандагар, пров. Кандагар (Канада)
  - PRT Лашкаргах, пров. Гильменд (Великобритания/Дания/Эстония)
  - PRT Тарин-Кот, пров. Урузган (Нидерланды/Австралия)
  - PRT Калат, пров. Забуль (США/Румыния)
- Региональное командование «Восток»
  - Штаб Восточного командования, Баграм (США)
  - Передовая база поддержки Баграм (США)
  - PRT Логар, пров. Логар (Чехия)
  - PRT Шарана, пров. Пактика (США)
  - PRT Хост, пров. Хост (США)
  - PRT Митерлам, пров. Лагман (США)
  - PRT Бамиан, пров. Бамиан (Новая Зеландия)
  - PRT Панджшер, пров. Панджшер (США)
  - PRT Джелалабад, пров. Нангархар (США)
  - PRT Газни, пров. Газни (Польша)
  - PRT Асадабад, пров. Кунар (США)
  - PRT Баграм (США)
  - PRT Нуристан (США)
  - PRT Вардак (Турция)
  - PRT Гардез, пров. Пактия (США)

## Страны-участники
Состав участников коалиции был неодинаковым: в феврале 2005 года в Афганистане действовали контингенты 37 стран, в дальнейшем, их количество увеличилось (в марте 2011 года в состав ISAF входили военнослужащие 46 из 48 стран коалиции; в августе 2013 года в состав ISAF входили военнослужащие 47 из 49 стран коалиции). В общей сложности за период с начала военной операции в 2001 году и до конца 2015 года в состав ISAF входили подразделения вооружённых сил 50 стран мира, наиболее крупным являлся контингент США.
- Австралия — австралийский военный контингент в Афганистане.
- Азербайджан — первоначально в Афганистан был направлен взвод батальона миротворческих сил (22 военнослужащих), в январе 2008 года численность контингента была увеличена до 45 военнослужащих[7], а в феврале 2009 года — до 90 военнослужащих[8]. По состоянию на 1 августа 2013 года численность контингента составляла 94 военнослужащих[6].
- Албания — албанский военный контингент в Афганистане
- Армения — армянский военный контингент в Афганистане (с 2010 года)
- Бахрейн — По состоянию на 1 августа 2013 года численность контингента составляла 0 военнослужащих[6].
- Бельгия — бельгийский военный контингент в Афганистане
- Болгария — болгарский военный контингент в Афганистане
- Босния и Герцеговина — по состоянию на 1 августа 2013 года численность контингента составляла 79 военнослужащих[6].
- Великобритания — британский военный контингент в Афганистане
- Венгрия — венгерский военный контингент в Афганистане
- Греция — греческий военный контингент в Афганистане
- Грузия — грузинский военный контингент в Афганистане
- Дания — датский военный контингент в Афганистане
- Иордания — по состоянию на 1 августа 2013 года численность контингента составляла 0 военнослужащих[6].
- Ирландия — военный контингент Ирландии в Афганистане
- Исландия — исландский контингент в Афганистане
- Испания — испанский военный контингент в Афганистане
- Италия — итальянский военный контингент в Афганистане
- Канада — участие в войне канадских военнослужащих в составе подразделения «Joint Task Force 2» началось в октябре 2001 года, а в январе — феврале 2002 года в Афганистан был направлен канадский военный контингент[9]. По состоянию на 1 августа 2013 года численность контингента составляла 950 военнослужащих[6].
- Латвия — латвийский военный контингент в Афганистане
- Литва — литовский военный контингент в Афганистане
- Люксембург — военный контингент Люксембурга в Афганистане
- Северная Македония — по состоянию на 1 августа 2013 года численность контингента составляла 158 военнослужащих[6].
- Малайзия — военный контингент Малайзии в Афганистане[6].
- Монголия — по состоянию на 1 августа 2013 года численность контингента составляла 40 военнослужащих[6].
- Нидерланды — голландский военный контингент в Афганистане
- Новая Зеландия — новозеландский военный контингент в Афганистане
- Норвегия — норвежский военный контингент в Афганистане
- ОАЭ — по состоянию на 1 августа 2013 года численность контингента составляла 35 военнослужащих[6].
- Польша — польский военный контингент в Афганистане
- Португалия — португальский военный контингент в Афганистане
- Румыния — румынский военный контингент в Афганистане.
- Сальвадор — первоначально направил контингент из 22 военнослужащих, к началу 2012 года численность сальвадорского контингента была увеличена до 24 военнослужащих[10], по состоянию на 8 октября 2012 года численность контингента составляла 25 военнослужащих, к 1 августа 2013 года была уменьшена до 24 военнослужащих[6].
- Сингапур — военный контингент Сингапура в Афганистане (с мая 2007 года до 22 июня 2013 года).
- Словакия — словацкий военный контингент в Афганистане
- Словения — по состоянию на 1 августа 2013 года численность контингента составляла 60 военнослужащих[6].
- США — по состоянию на 1 августа 2013 года численность контингента составляла 60 000 военнослужащих[6].
- Тонга — по состоянию на 1 августа 2013 года численность контингента составляла 55 военнослужащих[6].
- Турция — турецкий военный контингент в Афганистане
- Украина — украинский военный контингент в Афганистане
- Финляндия — финский военный контингент в Афганистане
- Франция — французский военный контингент в Афганистане
- ФРГ — немецкий военный контингент в Афганистане
- Хорватия — хорватский военный контингент в Афганистане
- Черногория — военный контингент Черногории в Афганистане
- Чехия — военный контингент Чехии в Афганистане с 2002 года.
- Швеция — шведский военный контингент в Афганистане с 2002 года.
- Швейцария — контингент направлен в 2003 году, в общей сложности в операции участвовало 31 военнослужащих, последние два военнослужащих покинули Афганистан в феврале 2008 года[11].
- Эстония — эстонский военный контингент в Афганистане с 2003 года
- Республика Корея — Южнокорейский контингент был направлен в Афганистан в 2002 году. В 2007 году численность контингента составляла около 200 человек[12], 14 декабря 2007 года контингент (60 военных медиков и 150 военнослужащих инженерных войск) был выведен из Афганистана[13][14]. В октябре 2009 года было объявлено о решении отправить в Афганистан новый военно-гражданский контингент[15], и в феврале 2010 года было принято решение о отправке в Афганистан 350 военнослужащих[16]. По состоянию на ноябрь 2012 года общая численность южнокорейского контингента в Афганистане составляла 350 военнослужащих, 40 сотрудников полиции и 100 гражданских специалистов[17]. По состоянию на 1 августа 2013 года численность контингента составляла 50 военнослужащих[6].

## Помощь и содействие в осуществлении операции
- Украина — 24 сентября 2001 года разрешила военно-транспортным самолётам США использовать воздушное пространство страны для снабжения группировки ISAF, в октябре 2001 года им был предоставлен «воздушный коридор» и право приземляться на трёх аэродромах в случае аварийной ситуации[18]. 10 июня 2005 года на заседании комиссии Украина-НАТО министр обороны Украины А. С. Гриценко сообщил, что через воздушную границу Украины уже состоялось «более 7500» пролётов самолётов стран НАТО, доставлявших различные грузы в Афганистан[19]. В августе 2007 года самолёты украинской государственной авиакомпании Министерства обороны Украины «Украинская авиационная транспортная компания» перебросили в Афганистан 300 военнослужащих венгерского контингента ISAF[20]. 2 апреля 2009 года было подписано соглашение, разрешившее транзит невоенных грузов блока НАТО через территорию Украины[21]. В 2013 году агентство по материально-техническому снабжению NSPA подписало дополнительное соглашение с компанией Ruslan SALIS GmbH (компанией-посредником украинской авиакомпании «Авиалинии Антонова») о продлении аренды самолётов Ан-124-100 до 31 декабря 2014[22]
- Япония — японские корабли с декабря 2001 года до 15 января 2010 года предоставляли бесплатное снабжение многонациональной эскадре во главе с США, которая оказывает боевую поддержку силам НАТО в Афганистане. Также, Япония финансирует выплату более половины зарплат всех сотрудников Афганской национальной полиции, а в 2009 финансовом году предоставила Афганской национальной армии медицинское имущество на сумму 11,5 млн долларов США[23]
- Кыргызстан — в декабре 2001 года Кыргызстан предоставил авиабазу Манас для воздушного снабжения контингента ISAF в Афганистане; в мае 2012 года разрешила НАТО транзит грузов для военного контингента ISAF на территории Афганистана с использованием наземного транспорта[24]. В ноябре 2013 года Кыргызстан направил США ноту с уведомлением о том, что срок действия соглашения о аренде авиабазы «Манас» истекает 11 июля 2014 и страна больше не заинтересована в дальнейшем продлении соглашения[25]
- Россия — в ноябре 2008 года было заключено соглашение с ФРГ с разрешением на осуществление железнодорожного транзита по территории РФ вооружений, военной техники и имущества бундесвера в Афганистан[26]; в июле 2009 года было подписано межправительственное соглашение с США о транзите вооружения, военной техники, военного имущества и персонала через территорию РФ в связи с участием вооружённых сил США в усилиях по обеспечению безопасности, стабилизации и восстановлению Афганистана. Соглашение предусматривает совершение 4,5 тыс. рейсов в год, которые полностью освобождаются от уплаты транзитных сборов[27]. 3 декабря 2010 года было заключено соглашение с Италией с разрешением на осуществление железнодорожного транзита по территории РФ вооружений, военной техники и имущества итальянских войск в Афганистан, который вступил в силу 26 марта 2013[28] (см.: Северная распределительная сеть). До июня 2012 года через территорию России наземным и воздушным путём было транспортировано 379 000 военнослужащих и 45 000 военных контейнеров в поддержку операции в Афганистане[29].
- Казахстан — в феврале 2009 года Казахстан разрешил США транзит гражданских грузов для военного контингента ISAF на территории Афганистана[30], в январе 2010 года разрешил транзит через территорию Казахстана в Афганистан грузов стран НАТО[31]
- Беларусь — в 2010 году Белоруссия заключила с НАТО соглашение о железнодорожном транзите, став частью Северной распределительной сети, по которой осуществлялся транзит невоенных грузов в Афганистан в рамках операции Международных сил содействия и безопасности. В 2013 году было заключено дополнительное соглашение, расширяющее условия предыдущих договоренностей о транзите бронетехники стран НАТО[32].